# Clariallabes platyprosopos
Clariallabes platyprosopos är en fiskart som beskrevs av Jubb, 1965. Clariallabes platyprosopos ingår i släktet Clariallabes och familjen Clariidae. IUCN kategoriserar arten globalt som livskraftig. Inga underarter finns listade i Catalogue of Life.